# Hibiscadelphus
- Commons
- Wikispecies

Hibiscadelphus é um género botânico pertencente à família Malvaceae.